# Lepidostoma conjunctum
Lepidostoma conjunctum är en nattsländeart som först beskrevs av Banks 1934.  Lepidostoma conjunctum ingår i släktet Lepidostoma och familjen kantrörsnattsländor. Inga underarter finns listade i Catalogue of Life.